# 伊藤萬里
伊藤 萬里（いとう ばんり、1979年 - ）は、日本の経済学者。青山学院大学経済学部教授。専門分野は国際経済学、特にR&Dやイノベーションと国際貿易の相互作用。

## 経歴
1979年に生まれる。2002年に慶應義塾大学経済学部を卒業、2009年に同大学院経済学研究科博士課程修了し、博士号（経済学）を授与される。2007年から日本学術振興会特別研究員・経済産業研究所ヴィジティングスカラーとして勤務し、2009年に専修大学経済学部に講師として着任、2011年に准教授に昇任する。2016年に青山学院大学経済学部に准教授として移籍し、2020年に教授に昇任する。その間、東京工業大学非常勤講師、ハーバード大学国際問題研究所客員研究員、東京大学大学院非常勤講師を歴任。
所属学会は日本経済学会、日本国際経済学会。2021年に日本国際経済学会特定領域研究奨励賞小田賞を受賞

## 業績

### 著書
- （藤田昌久・若杉隆平）『グローバル化と国際経済戦略』（日本評論社、2011年）ISBN 978-4-535-55654-6
  - 第3章を八代尚光とともに執筆。
- （若杉隆平）『グローバル・イノベーション』（慶應義塾大学出版会、2011年）ISBN 978-4766418620
- （白井克典）『そうだったのか! これならわかる 経済数学 -複利計算から微分積分、統計まで』（東京図書、2014年）ISBN 978-4489021831
- （田中鮎夢）『現実からまなぶ国際経済学 (y-knot)』（有斐閣、2023年）ISBN 978-4641200012

### 主な論文
- 「世界同時不況による日本の貿易への影響：貿易統計を利用した貿易変化の分解」（『経済分析』第184巻、内閣府経済社会総合研究所、2011年）
- “Offshore Outsourcing and Productivity: Evidence from Japanese Firm-level Data Disaggregated by Tasks”（共著, Review of international Economics, 2011年）